# Merseyside
Merseyside är ett ceremoniellt grevskap och ett storstadslän (metropolitan county) runt Liverpool i nordvästra England. Namnet kommer från floden Mersey. Merseyside  är indelat i fem storstadsdistrikt (metropolitan boroughs); Knowsley, Liverpool, St. Helens, Sefton och Wirral.
Storstadslänet  bildades 1974 av områden som tidigare hade hört till Cheshire (sydväst om Mersey) och Lancashire (nordost om Mersey). Det hade en gemensam fullmäktige (county council) till 1986, då organisationen avskaffades och dess funktioner överfördes på de fem ingående distrikten. Fullmäktige var baserad i Liverpool.
The Beatles kom från Liverpool i Merseyområdet. Begreppet Mersey Sound eller Mersey Beat syftar på det speciella sound som var karakteristiskt för popgrupper och artister på 1960-talet.
Merseyside har hemmaarenor för flera fotbollsklubbar inklusive Liverpool FC, Everton FC, Tranmere Rovers FC och Southport FC. Merseysidederbyt hänvisar till fotbollsmatcher mellan Everton och Liverpool.